# Saint-Pierre-de-Plesguen
Saint-Pierre-de-Plesguen is een plaats en voormalige gemeente in het Franse departement Ille-et-Vilaine in de regio Bretagne. De plaats maakt deel uit van het arrondissement Saint-Malo.

## Geschiedenis
Saint-Pierre-de-Plesguen is op 1 januari 2019 gefuseerd met de gemeenten Lanhélin en Tressé tot de gemeente Mesnil-Roc'h.  

## Geografie
De onderstaande kaart toont de ligging van Saint-Pierre-de-Plesguen met de belangrijkste infrastructuur en aangrenzende gemeenten.

## Demografie
Onderstaande figuur toont het verloop van het inwonertal:

Lanhélin · Saint-Pierre-de-Plesguen · Tressé